# Isabel Le Roux

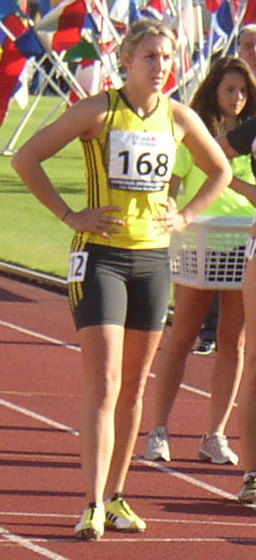
Isabel Le Roux in Prag 2010

Isabel Le Roux (* 23. Januar 1987 in Oudtshoorn) ist eine südafrikanische Sprinterin, die sich auf den 200-Meter-Lauf spezialisiert hat.
Bei den Leichtathletik-Afrikameisterschaften 2008 in Addis Abeba siegte sie über 200 m in persönlicher Bestleistung von 22,69 s. Außerdem gewann sie mit der 4-mal-100-Meter-Staffel die Bronzemedaille. Dagegen schied bei den Olympischen Spielen 2008 in Peking im 200-Meter-Lauf bereits in der Vorrunde aus.
2009 wurde Le Roux Südafrikanische Meisterin im 200-Meter-Lauf und gewann über dieselbe Distanz die Silbermedaille bei der Universiade in Belgrad. Bei den Leichtathletik-Weltmeisterschaften 2009 in Berlin scheiterte in der Vorrunde.
Isabel Le Roux ist 1,74 m groß und hat ein Wettkampfgewicht von 60 kg. Sie besucht die Universität Pretoria.

## Bestleistungen
- 100 m: 11,53 s, 27. März 2008, Pretoria
- 200 m: 22,69 s, 4. Mai 2008, Addis Abeba